# ツェッペリン飛行船一覧
ツェッペリン飛行船一覧（ツェッペリンひこうせんいちらん）は、1900年から1938年にかけて、ドイツのツェッペリン社によって建造されたすべての飛行船の一覧である。「ツェッペリン」は飛行船の代名詞化しているため、ツェッペリン社建造のもの以外にも「ツェッペリン」と呼ばれる硬式飛行船があるが、それらは対象外とする。
ドイツのフリードリヒスハーフェンに本拠を置いたツェッペリン社は、建造した飛行船に"Luftschiff Zeppelin"（ツェッペリン飛行船）の頭文字である「LZ」で始まる番号を振っていたが、それとは別に民間用のものにはしばしば固有の名前が与えられ、また軍用の飛行船には別個に「戦術番号（taktische Nummerierung）」が割り当てられた。
- ドイツ陸軍は初期のツェッペリンを「Z I/II/・・・/XI/XII」のように呼んでいたが、第一次世界大戦中に「LZ」番号を使うように変更した。ただし生産数を秘匿するために30を加えた数字を用いた。
- ドイツ海軍のツェッペリンは「L 1/2/・・・」という「L」で始まる番号で呼ばれた。

1997年以降、ツェッペリンNTという新しいタイプの飛行船が運航されているが、伝統的な意味でのツェッペリン飛行船ではないため、この一覧には含まないものとする。

## 第一次世界大戦前に建造されたツェッペリン
| 製造番号 | 名称/戦術番号           | 使用者             | 初飛行             | 備考 | 画像 |
| -------- | ----------------------- | ------------------ | ------------------ | --- | ---- |
| LZ1      |                         | 試作               | 1900年7月2日（L）  | 3回の飛行でフランスの飛行船「ラ・フランス」のスピード記録を破ったが、出資者の関心を得られなかったため1901年に解体された |      |
| LZ2      |                         | 試作               | 1906年1月17日      | 1905年11月30日、湖からの離水に失敗した。2回目の試みで初飛行に成功したが緊急着陸の際に修復不能な損害を受けた。 |      |
| LZ3      | Z I                     | 試作/軍用          | 1906年10月9日      | 1906年10月9日と翌10日に2時間、1907年に8時間飛行した。修理後、1908年にLZ4の契約の一部としてドイツ陸軍に売却され、練習船として使用された。1913年廃棄。（D） |      |
| LZ4      |                         | 軍用（計画）       | 1908年6月20日      | LZ3を含む契約の一部。1908年7月1日に12時間の飛行を行った。1908年8月4日に24時間の耐久飛行計画に挑んだ際、12時間経過後にエンジン修理のためにエヒテルディンゲン（Echterdingen）近郊に着陸したが、風が係留装置を壊したために破壊された。 en:Zeppelin#The First Generations参照。 |      |
| LZ5      | Z II                    | 試作/陸軍          | 1909年5月26日      | 1910年、嵐によりヴァイルブルク（Weilburg）付近に墜落（D） |      |
| LZ6      |                         | 試作/民間（DELAG） | 1909年8月25日（L） | DELAG（ドイツ飛行船運輸、Deutsche Luftschiffahrts-Aktiengesellschaft）の最初の飛行船。初めての無線通信の実験を行った。1910年、バーデン＝オース（Baden-Oos）格納庫内の事故で破壊（D） |      |
| LZ7      | ドイッチュラント        | 民間（DELAG）      | 1910年6月19日      | 1910年6月28日、トイトブルクの森の上空で事故に遭い、修理不能の損害を受けた。（D） |      |
| LZ8      | ドイッチュラントII 代船 | 民間（DELAG）      | 1911年3月30日      | 1911年5月16日、強風により格納庫の壁に押しつけられ、修理不能の損害を受けた。（D） |      |
| LZ9      | Z II 代船               | 陸軍               | 1911年10月2日（L） | 1914年8月1日に廃棄（D） |      |
| LZ10     | シュヴァーベン          | 民間（DELAG）      | 1911年6月26日（D） | 224回の運行で27,321kmを飛び、4,354人の乗客を運んだ。1912年6月28日にデュッセルドルフ飛行場で事故により破壊（D） |      |
| LZ11     | ヴィクトリア・ルイーゼ  | 民間（DELAG）/軍用 | 1912年2月19日      | 489回の運行で54,312kmを飛行し、9,783人の乗客を運んだ、第一次世界大戦勃発によりドイツ軍に練習船として買収された。1915年10月1日、格納作業中に破壊。（D） |      |
| LZ12     | Z III                   | 陸軍               | 1912年4月25日      | 1914年8月1日に廃棄（D） |      |
| LZ13     | ハンザ                  | 民間（DELAG）/軍用 | 1912年7月30日      | 399回の運行で44,437kmを飛行した。1912年9月19日、ツェッペリン伯の指揮によって初めてデンマークとスウェーデンを訪問した。これがドイツ国外への初の定期飛行であった。第一次世界大戦勃発とともに軍によって買収され、1916年夏に退役した。（D） |      |
| LZ14     | L 1                     | 海軍               | 1912年10月7日（L） | 1913年9月9日、嵐により北海に墜落し、乗員14名が溺死した。（ツェッペリン初の死亡事故）（D） |      |
| LZ15     | Z I 代船                | 陸軍               | 1913年1月16日      | 1913年3月19日、不時着により破壊（D） |      |
| LZ16     | Z IV                    | 陸軍               | 1913年3月14日      | 1913年4月3日、深い霧の中、誤ってフランス国境を越え1日の間リュネヴィル（Lunéville）に留まった。第一次世界大戦では数回の偵察とワルシャワおよびエウク（リュック）の爆撃に従事した。1915年から練習船として使われ、1916年の秋に退役した（D）。 |      |
| LZ17     | ザクセン                | 民間/軍用          | 1913年5月3日       | 419回の運行で39,919km飛行し、9,837人の乗客を運んだ。1914年の第一次世界大戦勃発とともに軍によって買収された。エルンスト・レーマンの最初の指揮船であり、1916年の秋に爆撃架と、改良された無線室と一体化した投下指揮所を装着して、船室の下部と尾翼の上に機銃手を配置していた。最初のアントワープ爆撃においては1,800ポンドの爆弾を搭載して12時間の飛行を行った。1916年秋に退役した。（D） |      |
| LZ18     | L 2                     | 海軍               | 1913年9月9日       | 1913年10月17日、試験飛行中のエンジン爆発により破壊。乗員全員が死亡した。（D） |      |
| LZ19     | Z I 代船（2代）         | 陸軍               | 1913年6月6日       | 1914年6月13日、雷雨により修理不能な損害を受けた。（D） |      |
| LZ20     | Z V                     | 陸軍               | 1913年7月8日       | 第一次世界大戦中、ポーランド西部の偵察に従事。タンネンベルクの戦いの中のムワーヴァ（Mława）攻撃において不時着。乗員は船を焼却しようとしているところを敵騎兵によって捕虜となった。（D） |      |
| LZ21     | Z VI                    | 陸軍               | 1913年11月10日     | 第一次世界大戦では主にベルギーの爆撃に使われた。1914年8月6日、リエージュ（Liège）爆撃の際、爆弾の代わりに砲弾を投下したが、重量オーバーとなり、高度を上げられなかったため、対空砲火の弾丸や弾片に船体を貫かれた。船はケルンへ慎重に引き返したが、ついにボン近郊の森林に墜落し、完全に破壊された。                                                                                    |      |
| LZ22     | Z VII                   | 陸軍               | 1914年1月8日       | 1914年8月21日、アルザスのヴォージュ山の周辺のフランス軍を発見し、基地を爆撃する任務を帯びて発進した。雲から抜け出たとき、高度があまりに低く、かつフランス軍主力の真上であったため、フランス歩兵の射撃により気嚢が被弾した。そのため重大なガス漏れが生じ、ロレーヌ（Lorraine）県のサン・キリン（St. Quirin）付近に不時着を余儀なくされた。                                            |      |
| LZ23     | Z VIII                  | 陸軍               | 1914年5月11日      | 1914年8月21日、Z VIIと同じ命令の下、フランス軍とその上空数百フィートで交戦し、レーマンによれば「何千もの弾丸とその破片」を受けた。その結果として漂流し、バンドンヴィラーズ（Bandonvillers）付近の荒れ地に不時着するに至った。乗員はすべての文書を破棄し、残骸を燃やそうとしたが、すでにガスはほとんど残っておらず、焼却はできなかった。                                              |      |
| LZ24     | L 3                     | 海軍               | 1914年5月11日      | 北海上空での偵察任務を24回実施したあと、1915年1月19日に初めてイングランド空襲に参加した。1915年2月17日に、強い向かい風とエンジン故障、それに燃料不足が重なってデンマークに不時着し、乗員に放棄された。無人の飛行船は強風によって海上に吹き飛ばされた。 |      |
| LZ25     | Z IX                    | 陸軍               | 1914年7月13日      | 北フランスの偵察および爆撃に使用された。1914年10月8日、イギリス爆撃機の投下した爆弾がデュッセルドルフにあった格納庫の屋根を破り、破壊された。イギリス爆撃機は単座のソッピース・タブロイドで、イギリス海軍航空隊のレジナルド・マリックス大尉（後に空軍少将）が操縦していた。マリックスはアントワープから発進しており、これは飛行機による初めての戦略爆撃となった。                    |      |

《凡例》
- （D） - ドイツ語版のde:Zeppelinから翻訳されたものの概要。
- （L） - ルーガー（1904）[7]による。

## 第一次世界大戦中に建造されたツェッペリン
（すべて軍用）
| 製造番号 | 戦術番号     | 初飛行         | 備考 |
| -------- | ------------ | -------------- | --- |
| LZ26     | Z XII（Z12） | 1914年12月14日 | 北フランスおよび東部戦線で11回の出撃を行い、20,000kgの爆弾を投下した。1915年の夏までにおよそ9トンの爆弾をワルシャワとペトログラードを結ぶ鉄道の幹線と、マルキン（Malkin）およびビャウィストクの駅に投下した。1回の爆撃に使用する爆弾は3トンであった。1917年8月8日に退役した。 |
| LZ27     | L 4          | 1914年8月18日  | 北海の偵察任務を11回行ったあと1915年1月20日、イングランドへの初の爆撃に出撃した。1915年2月17日、嵐のためにBlavandshukに不時着し、乗員は捕虜となり、4名が行方不明となった。 |
| LZ28     | L 5          | 1914年9月22日  | 北海とバルト海に47回の偵察任務を行い、特に敵の機雷発見に役立つということを証明した。攻撃任務も2回行い、700kgの爆弾を投下した。1915年8月7日、ロシア防空部隊によって修理不能の損害を受けた。 |
| LZ29     | Z X          | 1914年10月13日 | カレーとパリに2回の爆撃を行い、1,800kgの爆弾を投下した。帰路、敵の砲火で損害を受けてサン・キリンに不時着。のち解体された。 |
| LZ30     | Z XI         | 1914年11月15日 | ワルシャワ、グロドノ（Grodno）および東部戦線付近の目標の爆撃に使用された。1915年5月20日に事故で破壊された。 |
| LZ31     | L 6          | 1914年11月3日  | 特筆される任務として、1914年12月25日、ドイツ沿岸へのイギリス海軍の攻撃を撃退したことが挙げられる。北海における機雷探索を含む36回の偵察任務を行い、また、1回だけイングランドの空襲を行って700kgの爆弾を投下した。1916年9月16日、フュールスビュッテル（Fuhlsbüttel）の格納庫でガスを補充していたときに炎上し、L9と共に焼失した。 |
| LZ32     | L 7          | 1914年11月20日 | 北海に77回の偵察任務を行った。イギリス沿岸への爆撃も何度か行ったが不成功に終わった。1916年5月4日、イギリス巡洋艦フェートンとガラティアの砲火により撃墜され、潜水艦E31により破壊された。 |
| LZ33     | L 8          | 1914年12月17日 | 西部戦線での偵察任務に使用された。1915年3月5日、哨戒任務中に敵砲火により損害を受け、オーステンデの南に墜落した。 |
| LZ34     |              | 1915年1月6日   | 東部戦線で2回の爆撃を行い、1,110kgの爆弾を投下した。1915年6月21日、敵砲火により重大な損害を受け、Insterburg付近に墜落、焼失した。 |
| LZ35     |              | 1915年1月11日  | パリとベルギーのPoperingheに2回の爆撃を行い、2,420kgの爆弾を投下した。敵砲火によりベルギーのAeltre付近に不時着し、その後嵐によって破壊された。 |
| LZ36     | L 9          | 1915年3月8日   | 北海の偵察任務を74回、イングランド爆撃を4回行い、5,683kgの爆弾を投下した。またイギリス潜水艦への攻撃も何度か行った。1916年9月16日、格納庫の中でL6と共に焼失した。 |
| LZ37     |              | 1915年3月4日   | 1915年6月7日、カレーへの初めての空襲のときにイギリス海軍航空隊第1飛行隊のR・ウォーンフォード中尉の操縦するモラーヌ・ソルニエ Lによって撃墜された。ウォーンフォードはその功績によりヴィクトリア十字勲章を受けた。 |
| LZ38     |              | 1915年4月3日   | 1915年5月31日に初のロンドン空襲を行い、一般人の死者7名、負傷者35名を出した（物質的損害は18,596ポンドにのぼるとされた）。ハリッジ（Harwich）、ラムズゲート、サウスエンド（2回）およびロンドンに計5回の空襲任務を遂行し、8,360kgの爆弾を投下した。ブリュッセルの格納庫にいたところをイギリス軍の爆撃を受け、破壊された。 |
| LZ39     | LZ 39        | 1915年4月24日  | 西部戦線で3回、東部戦線で2回の爆撃を行い、全体で4,184kgの爆弾を投下した。1915年12月17日、レンペルツ博士の指揮でロヴノ（Rovno）を爆撃した際、数度にわたって砲弾の破片を浴び、すべての後部ガス嚢に穴があき、前部エンジン架も損傷を受けてその後落下した。乗員は危険になった操縦室を放棄し、バラストを捨てて釣り合いを取り戻すとともに、後部の緊急操縦室を使用してなんとかドイツへ戻ろうとした。しかし不時着した時点で、使用不能となった気嚢を再び使用するために必要な材料もガスの供給もなかったため廃棄された。 |
| LZ40     | L 10         | 1915年5月13日  | 北海の偵察任務を8回、イングランド爆撃を5回行い、9,900kgの爆弾を投下した。1915年8月17-18日のロンドンへの最初の爆撃の際、レイトン（Leyton）に落ちた爆弾により民間人10名が死亡し、48名の負傷者を出した。1915年9月3日の雷雨によりCuxhaven付近で破壊された。 |
| LZ41     | L 11         | 1915年6月7日   | ユトランド沖海戦中を含む31回の偵察任務と、12回のイングランド爆撃を行い、15,543kgの爆弾を投下した。L11の乗員の一部は不運なL48（LZ95）に移った。。1916年4月25日に除籍された。 |
| LZ42     | LZ72         | 1915年6月15日  | 骨組みの金属の質が低かったため、練習船としてのみ使われた。1917年2月に廃棄された。 |
| LZ43     | L 12         | 1915年6月21日  | 5回の偵察任務を行った。1915年8月10日、ロンドン、ハリッジおよびハンバー（Humber）地域への空襲任務で大破しオーステンデまで曳航された。その後、分解作業の途中で焼失した。 |
| LZ44     | LZ74         | 1915年7月8日   | イングランド爆撃を2回行い、3,500kgの爆弾を投下した。1915年10月8日に霧の中で山に衝突し、解体された。 |
| LZ45     | L 13         | 1915年7月23日  | 偵察任務を45回、イングランド爆撃を15回行い、20,667kgの爆弾を投下した。1917年4月25日に廃棄された。 |
| LZ46     | L 14         | 1915年8月9日   | ドイツ海軍の飛行船として最も大きな実績を挙げた。偵察任務を42回、イングランド爆撃を17回行い、22,045kgの爆弾を投下した。1917年から1918年の間に退役し、1919年4月25日に乗員の手によって破壊された。 |
| LZ47     | LZ77         | 1915年8月24日  | イングランド爆撃およびフランス爆撃を6回実施し、12,610kgの爆弾を投下した。1916年2月21日、ヴェルダンの戦いにおいて敵砲火により破壊された。 |
| LZ48     | L 15         | 1915年9月9日   | 偵察任務を8回、イングランド爆撃を3回実施し、5,780kgの爆弾を投下した。1916年4月1日のロンドン空襲時にダートフォード（Dartford）砲台からの対空砲火によって損傷し、テムズ河口のノック・ディープに不時着した。乗組員のうち1人が死亡し、他の17人は捕虜となった。 |
| LZ49     | LZ79         | 1915年8月2日   | ブレスト・リトフスクとコーベル（Kovel）に2回の爆撃を行い、4,440kgの爆弾を投下した。また1916年1月30日にはパリの爆撃を行ったが、その際、フランス軍の砲火によってベルギーのアート（Ath）近郊に不時着し、修理不能な損害を受けた。 |
| LZ50     | L 16         | 1915年9月23日  | 偵察任務を44回、イングランド爆撃を12回実施し、18,048kgの爆弾を投下した。1916年冬にはドイツの島嶼への物資補給を行った。1917年10月19日、ブルンスビュッテル（Brunsbüttel）近郊に不時着し、修理不能な損害を受けた。 |
| LZ51     | LZ81         | 1915年10月7日  | 東南および西部戦線で使用された。1915年11月9日、外交使節団を敵地であるセルビア上空を通過して運んだ。フランスのÉtaplesへの爆撃を1回、ブカレストへの爆撃を2回行い、全部で4,513kgの爆弾を投下した。1916年9月27日、ブルガリアのタルノヴォ近郊に不時着した。（Luftschifferalltag ハンガー内のZ81の下でのクリスマス式典テーブル） |
| LZ52     | L 18         | 1915年11月3日  | 1915年11月17日、トンデルン（Tondern、現デンマークのテナー）での補給中に発火して焼失。 |
| LZ53     | L 17         | 1915年10月20日 | 偵察任務を27回、イングランド爆撃を9回実施し、10,724kgの爆弾を投下した。1916年12月28日、LZ69（L24）が格納庫の入り口で骨格を折って炎上した際に、格納庫内で破壊された。 |
| LZ54     | L 19         | 1915年11月27日 | 1916年1月31日、イングランド空襲を1回実施し、1,600kgの爆弾を投下した。3基のエンジンが故障し、その後オランダ軍の砲火を受けて北海に墜落、沈没した。近くにイギリスのトロール漁船「キング・スティーブン」がいたが、漁船が一切の救助を拒否したため、すべての乗員が溺死した。［ドイツ海軍・レーヴェ大尉］ |
| LZ55     | LZ85         | 1915年9月12日  | ミンスク、ラトビアのデューナブルクおよびリガの鉄道の爆撃を6回実施し、14,200kgの爆弾を投下した。1916年5月5日、イギリス戦艦アガメムノンの砲火により損傷を受け、ウォーダー沼沢地に墜落した。 |
| LZ56     | LZ86         | 1915年10月10日 | 東部およぶ東南部戦線において7回の爆撃を行い、14,800kgの爆弾を投下した。1916年9月3日、空襲を行ったあと、前部と後部のエンジンナセルが船体から脱落した。 |
| LZ57     | LZ87         | 1915年12月6日  | ラムズゲートとマーゲートに2回の爆撃任務を行い、3,000kgの爆弾を投下した。1916年7月にドイツ海軍に移管されバルト海の偵察任務を16回実施した。その後教育用として使われ、1917年7月に廃棄された。 |
| LZ58     | LZ88/L 25    | 1915年11月14日 | 偵察任務を14回、西部戦線の爆撃を3回実施し、4,249kgの爆弾を投下した。1917年1月、ドイツ海軍に移管され各種試験に利用された。1917年9月に解体された。 |
| LZ59     | L 20         | 1915年11月21日 | 偵察任務を6回、イングランド爆撃を2回行い、2,864kgの爆弾を投下した。1916年5月4日の2回目の爆撃の後、燃料を使い果たしてがノルウェーのスタヴァンゲル付近に墜落した。乗員は拘禁されたが、シュタッベルト大尉は6ヵ月後に脱走した。 |
| LZ60     | LZ90         | 1916年1月1日   | 4回の爆撃任務をバル＝ル＝デュック、ノリッジ、ロンドンおよびEtaples, に対して行い、8,860kgの爆弾を投下した。1916年11月7日、嵐によって北海方面に流され、行方不明となった。 |
| LZ61     | L 21         | 1916年1月10日  | 偵察任務を17回、イングランド爆撃を10回実施し、14,442kgの爆弾を投下した。1916年11月28日、ローストフト（Lowestoft）沖でイギリス空軍のパイロットエグバート・キャドバリー中尉の操縦する戦闘機に迎撃され、その焼夷弾によって撃墜された。 |
| LZ62     | L 30         | 1916年5月28日  | スーパー・ツェッペリン級の最初の飛行船であり、55,200 m3の容積を持っていた。イングランドに10回の爆撃を行い、23,305kgの爆弾を投下した（しかし、照準が劣悪だったため損害は限定的だった）。北部、バルト海および東部戦線に31回の偵察任務を行い、1917年11月17日に退役し、ゼーラッペンに置かれた。1920年に戦時賠償としてベルギーに引き渡され、その後分解された。エンジン架を含むいくつかの部分はブリュッセルの王立軍事歴史博物館に保存されている。 |
| LZ63     | LZ93         | 1916年2月23日  | ダンケルク、マーディック（Mardick）およびハリッジに3回の爆撃を行い、3,240kgの爆弾を投下した。1917年に解体された。 |
| LZ64     | L 22         | 1916年3月3日   | 偵察任務を30回、イングランド爆撃を8回行い、9,215kgの爆弾を投下した。1917年5月14日、偵察任務中に、イギリス海軍航空隊のロバート・レッキー中佐（後に空軍少将）の操縦する飛行艇カーチス H12にテルスヘリング近郊で撃墜された。（レッキーはLZ112（L70）の撃墜も記録している。） |
| LZ65     | LZ95         | 1916年2月1日   | 1916年2月21日、ヴィトリ＝ル＝フランソワ（Vitry-le-François）爆撃中にフランス軍の対空砲火で撃墜された。 |
| LZ66     | L 23         | 1916年4月8日   | 偵察任務を51回、イングランド爆撃を3回行い合計5,254kgの爆弾を投下した。1917年8月21日、巡洋艦ヤーマス艦上から飛び立ったソッピース・パップ（バーナード・A・スマート少尉操縦）によって撃墜された。スマートは後にL54とL60を破壊したトンデルン空襲を指揮している。 |
| LZ67     | LZ97         | 1916年4月4日   | ロンドン（2回）、ブローニュ＝シュル＝メールおよびブカレストに計4回の爆撃任務を遂行し、5,760kgの爆弾を投下した。そのほか成功しなかったが何度か悪天候での飛行を行っている。1917年7月5日に解体された。 |
| LZ68     | LZ98         | 1916年4月28日  | ロンドン爆撃を1回行い、1,513kgの爆弾を投下した、他に何回か悪天候により中止された数回の飛行を試みている。1916年11月にドイツ海軍に引き渡され、バルト海周辺に15回の偵察任務を遂行した。1917年8月に解体たれた。 |
| LZ69     | L 24         | 1916年5月20日  | 北海の偵察任務を19回、イングランド爆撃を4回実施し、8,510kgの爆弾を投下した。1916年12月28日、格納されている状態で壁に衝突し、LZ53（L17）と共に焼失した。 |
| LZ70     | 未完成       | 未完成         | 未完成 |
| LZ71     | LZ101        | 1916年6月29日  | ブルガリアのヤンボル（Yambol）に基地をもち、ブカレスト、Ciulniţa、フェテシュティ、ガラツィ、オデッサ、ミティリニ（Mytilene）、ヤシおよびムズロス（Mudros）への7回の爆撃で11,934kgの爆弾を投下した。1917年9月に解体された。 |
| LZ72     | L 31         | 1916年7月12日  | サンダーランドに対する艦隊作戦の一翼を担う重要な偵察任務に1回従事した。6回のイングランド爆撃で19,411kgの爆弾を投下した。1916年9月23日夜にL32、L33とともに司令船としてツェッペリン爆撃を敢行したが、V・テンペスト中尉の操縦するイギリス戦闘機にロンドンの北、ポッターズ・バーの付近に撃墜された。そのときの指揮官はハインリッヒ・マティ大尉であった。乗員らはツェッペリンから急いで逃げようとしたが、爆発の衝撃で全員が死亡した。 |
| LZ73     | LZ103        | 1916年8月23日  | カレー爆撃に1回だけ成功し、1,530kgの爆弾を投下した。それ以外の数回の爆撃作戦は悪天候のために中止された。1917年8月に解体。 |
| LZ74     | L 32         | 1916年8月4日   | サンダーランドへの艦隊作戦のための重要な偵察を1回、イングランド爆撃を3回行い、6,860kgの爆弾を投下した。1916年9月23日の夜、ヴェルナー・ペーターセン大尉の指揮するL32は、L31、L33およびL34とともにツェッペリン空襲を行ったが、イギリスのフレデリック・ソウレイ少尉の操縦する第39飛行中隊のBE2c戦闘機に迎撃され、エセックス州のグレート・バーステッド付近に墜落して乗員全員が死亡した。彼らの遺体はグレート・バーステッドに埋葬されたが、1966年に掘り起こされ、カノック・チェイス（Cannock Chase）に改葬された。 |
| LZ75     | L 37         | 1916年11月9日  | 北海、バルト海およびイングランドの偵察を17回、爆撃を4回実施し、6,450kgの爆弾を投下した。1917年12月24日に退役し、分解のうえ1920年に日本に引き渡された。 |
| LZ76     | L 33         | 1916年8月30日  | 1916年9月24日、L31、L32、L33およびL34からなるツェッペリン部隊の1隻としてロンドンおよび周辺の地域を爆撃した際、対空砲火によって甚大な損害を被った。指揮官アロイス・ボッカー大尉はエセックスに進路を向けたが、ヘイノート・ファームから発進した第39本土防空隊の夜間戦闘機の攻撃により数度にわたって命中弾を受けた（シリアル4544のB.E.2cの戦果とされている）。ボッカーは銃砲や装備を投棄するなどの対応を行ったが、結局北海を越えて帰還するのは不可能と判断し、1916年9月24日、エセックス州リトル・ウィグバラに不時着した。死者はなかった。乗員たちは船体の焼却を試みたがかろうじて一部を燃やすことができただけだった。イギリスの技術者はその骨格を調査し、後日、飛行船R33およびR34を建設する際の基礎とした。 |
| LZ77     | LZ107        | 1916年10月16日 | フランスのブローニュ＝シュル＝メール爆撃を1回だけ行い、1,440kgの爆弾を投下した。それ以外の数回の爆撃作戦は悪天候のために中止された。1917年6月に解体。 |
| LZ78     | L 34         | 1916年9月22日  | 偵察任務を3回、イングランド爆撃を2回行い、3,890kgの爆弾を投下した。1916年11月28日、ハートルプール（Hartlepool）沖合でイギリスのイアン・ピヨット少尉の操縦するBE2c戦闘機（2738）によって撃墜された。ピヨットはあまりに近づきすぎて彼の顔がこげたように感じたという。 |
| LZ79     | L 41         | 1917年1月15日  | 北海付近の偵察を15回、イングランド爆撃を4回行い、6,567kgの爆弾を投下した。1917年12月11日以降は練習船として使用された。1919年6月23日、その乗員により破壊された。 |
| LZ80     | L 35         | 1916年10月20日 | 北海・バルト海周辺の偵察を13回、イングランド爆撃を3回行い、4,284kgの爆弾を投下した。1918年9月解体。 |
| LZ81     | LZ111        | 1916年12月20日 | ドイツ陸軍で使われないまま1917年5月に海軍へ移管。バルト海周辺の偵察任務を7回行った。1917年8月10日解体。 |
| LZ82     | L 36         | 1916年11月1日  | 4回の偵察任務を含む20回の飛行を北海およびイングランドに行った。1917年2月7日、霧の中でレーベン・アン・デア・アーラー（Rehben-an-der-Aller）に着陸して損傷を受け、解体された。 |
| LZ83     | LZ113        | 1917年2月22日  | 東部戦線とバルト海周辺への15回の偵察と3回の爆撃を行い、6,000kgの爆弾を投下した。1920年、戦争賠償としてフランスに引き渡された。 |
| LZ84     | L 38         | 1916年11月22日 | 1916年12月29日、レバル（現タリン）およびサンクトペテルブルクの爆撃に向かう途中で豪雪のため不時着し、修理不能な損害を受けた。 |
| LZ85     | L 45         | 1917年4月12日  | 北海周辺の偵察を12回、イングランド爆撃を3回行い、4,700kgの爆弾を投下した。1917年10月20日、燃料切れでフランスのシストロン（Sisteron）付近に不時着して破壊された。乗員は捕虜となった。 |
| LZ86     | L 39         | 1916年12月11日 | 北海周辺の偵察を2回、イングランド爆撃を1回行い、300kgの爆弾を投下した。その帰り、1917年3月17日にフランスの高射砲によってコンピエーニュ付近に撃墜された。 |
| LZ87     | L 47         | 1917年5月11日  | 北海周辺およびイングランドに18回の偵察と3回の爆撃を行い、3,240kgの爆弾を投下した。1918年1月5日に、アールホルン（Ahlhorn）航空基地で大爆発があり、3つの隣接した格納庫に収容されていた、L47を含む4隻のツェッペリン飛行船と1隻の非ツェッペリン型飛行船が破壊された。この事件については、破壊活動によるものであった可能性は除外できないが、事故であったと考えられる。 |
| LZ88     | L 40         | 1917年1月3日   | 偵察を6回、イングランド爆撃を2回行い、3,105kgの爆弾を投下した。ただしそのほとんどは目標を逸れた。1917年6月16日、ノルトホルツ（Nordholz）で着陸に失敗し、修理不能な損害を受けた。 |
| LZ89     | L 50         | 1917年6月9日   | 北海周辺の偵察を5回、イングランド爆撃を2回行い、4,135kgの爆弾を投下した。1917年10月20日、燃料切れでフランスのダンマルタン（Dammartin）に不時着した後、地中海付近まで運ばれた。 |
| LZ90     | LZ120        | 1917年1月31日  | 偵察を17回、東部戦線とバルト海周辺の爆撃を3回行い、11,250kgの爆弾を投下した。1917年10月8日に退役。1920年になって戦争賠償としてイタリアに引き渡されたが、その1年後、ガスを抜かれて分解された。 |
| LZ91     | L 42         | 1917年2月21日  | 偵察任務を20回、イングランド爆撃を4回行い、6,030kgの爆弾を投下した。1918年6月6日以降は練習船として使用された。1919年6月23日、乗員の手によって破壊された。本船は「高空」クラスの最初の1隻である。上昇限度を改善するために軽量化された構造を持っていたが、その結果構造強度は損なわれており、イギリスのR38（ZR-2）とアメリカのシェナンドー（ZR-1）はそれに気づかずコピーしたため、致命的な結果となった。 |
| LZ92     | L 43         | 1917年3月6日   | 偵察を6回、イングランドのドック爆撃を1回行い、1,850kgの爆弾を投下した。1917年6月14日、偵察任務遂行中にイギリスの戦闘機に撃墜された。 |
| LZ93     | L 44         | 1917年4月1日   | 偵察任務を8回、イングランドおよびイギリス海軍部隊の爆撃を4回行った。1917年10月20日、激しい嵐によって南方のフランスに流され、リュネヴィル（Lunéville）上空で撃墜された。 |
| LZ94     | L 46         | 1917年4月24日  | 北海周辺の偵察を19回、イングランド爆撃を3回行い、5,700kgの爆弾を投下した。アールホルンでの爆発事故（「LZ87（L47）」参照）で破壊された。 |
| LZ95     | L 48         | 1917年5月22日  | L11の乗員の一部がL48へ移った。偵察任務を1回こなした後、他の3隻とともにロンドン空襲を命じられたが、イギリスの戦闘機に迎撃され、任務は失敗した。L48は1917年6月17日、グレート・ヤーマス（Great Yarmouth）付近で撃破され、レストン（Leiston）近郊に墜落した。生存者は3名だった。死亡した乗員はサフォーク州セバートン（Theberton）に埋葬された。 |
| LZ96     | L 49         | 1917年6月13日  | 北海周辺の偵察を2回、イングランド爆撃を1回行い、2,100kgの爆弾を投下した。1917年10月20日、爆撃の帰路にブルボンヌ＝レ＝バン（Bourbonne-les-Bains）付近に不時着し、ほとんど無傷でフランス軍に捕獲された。このLZ96を基礎にしたツェッペリン型飛行船の建造が後日アメリカで行われ、飛行船ZR-1「シェナンドー」となった。 |
| LZ97     | L 51         | 1917年6月6日   | 偵察を3回、イギリス海岸地域の爆撃を1回行い、280kgの爆弾を投下した。アールホルンでの爆発事故（「LZ87（L47）」を参照）で破壊された。 |
| LZ98     | L 52         | 1917年7月14日  | 偵察を20回行った。爆撃任務の際、予期せぬ嵐によって偶然ロンドン上空に運ばれ、2,020kgの爆弾をそこに投下した。1919年6月23日、乗員の手によって破壊された。 |
| LZ99     | L 54         | 1917年8月13日  | 14回の偵察任務と2回のイングランドへの爆撃任務に従事し、5,840kgの爆弾を投下した。航空母艦フューリアスから発進した7機のソッピース キャメル戦闘機によりトンデルンの格納庫を爆撃され、L60と共に破壊された。（7機の戦闘機のうちフューリアスに帰りつけたのは2機のみであり、他に3機が燃料不足によりデンマークに不時着した。） |
| LZ100    | L 53         | 1917年8月8日   | 19回の偵察と4回のイングランド爆撃を行い、11,930kgの爆弾を投下した。1918年8月11日、カリー空軍大尉の操縦するソッピース キャメル（N6812）によって迎撃され、破壊された。同機は駆逐艦リダウトによって曳航されたライター（lighter）から飛び立ったものであった。 |
| LZ101    | L 55         | 1917年9月1日   | 2回の爆撃任務で5,450kgの爆弾を投下した。2回目に当たる1917年10月19日の爆撃のときに重大な損害を受け、西部戦線の背後に流され、逃走するためにツェッペリン史上最高となる高度7,600 mを記録した。その後不時着により破壊された。 |
| LZ102    | L 57         | 1917年9月26日  | アフリカでの戦闘を予測されたが実戦では用いられなかった。1917年10月8日に強風により修理不能な損害を受けた。 |
| LZ103    | L 56         | 1917年9月24日  | 偵察を17回を実施し、1918年8月6日、最後のイングランド空襲に参加した。1919年6月23日に乗員の手で破壊された。 |
| LZ104    | L 59         | 1917年10月30日 | 「アフリカ号」（das Afrika-Schiff）として知られ、ブルガリアのヤンボル（Yambol）に基地を置いた。L59はドイツ領東アフリカのドイツ軍の増援任務に出発したが、ドイツ降伏という（間違った）報告を受けて引き返した。それでもL59は長距離飛行記録（95時間5分、6,757km）を破った。その後イタリアのナポリ爆撃を1回行い、6,400kgの爆弾を投下した。1918年4月7日、マルタ空襲の際に墜落したが原因は分かっていない。 |
| LZ105    | L 58         | 1917年10月29日 | 偵察任務を2回実施した。アールホルンの爆発事故で破壊された（「LZ87」（L47）参照）。 |
| LZ106    | L 61         | 1917年12月12日 | 9回の偵察と2回のイングランド爆撃に従事し、4,500kgの爆弾を投下した。1920年、戦争賠償としてイタリアに引き渡された。 |
| LZ107    | L 62         | 1918年1月19日  | 2回の偵察任務と2回のイングランド爆撃に従事し、5,913kgの爆弾を投下した。1918年4月12日から13日にかけての空襲において、本船の機銃手は追撃する飛行機に損害を与え、撃退することに成功した。これはこの種の出来事の、知られている唯一の例である。1918年5月10日、フェリックストウF2A飛行艇（N4291。パッティンスン大尉およびマンデイ大尉）によりヘルゴランドの北方に撃墜された。 |
| LZ108    | L 60         | 1917年12月18日 | 偵察を11回、イングランド爆撃を1回行い、3,120kgの爆弾を投下した。航空母艦フューリアスから発進したソッピース キャメルによる格納庫爆撃により、L54とともに破壊された。 |
| LZ109    | L 64         | 1918年3月11日  | 北海上空の偵察を13回行った。L60、L61、L62およびL63とともにイングランド爆撃を行い2,800kgの爆弾を投下した。1920年に戦争賠償としてイギリスに引き渡されたが、破損したイギリスの飛行船R36が格納庫を必要としたため、ほどなく廃棄された。 |
| LZ110    | L 63         | 1918年3月4日   | 最後のイングランド空襲である1918年8月6日を含む3回のイングランド爆撃を行い、8,915kgの爆弾を投下した。1919年6月23日に乗員の手によって破壊された。 |
| LZ111    | L 65         | 1918年4月17日  | 1918年8月6日の最後のイングランド空襲に参加した。1919年6月23日に乗員の手によって破壊された。 |
| LZ112    | L 70         | 1918年7月1日   | 海軍飛行船部隊司令官ペーター・シュトラッサー中佐の指揮により1918年8月6日、最後のイングランド爆撃を行った。北海の上空においてエグバート・キャドバリー少佐操縦、ロバート・レッキー大尉（のち空軍少将）同乗（機銃手）のデ・ハビランド DH-4に撃墜され、シュトラッサー以下の全乗員が戦死した。この2人はL70以前に2隻（キャドバリーはL21、レッキーはL22）を撃墜している。 |
| LZ113    | L 71         | 1918年7月29日  | 戦争で使われることなく、1920年に戦時賠償としてイギリスへの譲渡が命じられた。イギリスの飛行船R36が損傷修理のため格納庫を必要としたとき、速やかに廃棄された。 |
| LZ114    | L 72         | 1920年2月9日   | 戦争終結により未完成のまま、1920年に戦争賠償としてフランスへの譲渡が命じられた。その後、118時間連続飛行の世界記録を樹立した。1923年に地中海上空で消息を絶った。フランス名「ディズミュード（Dixmude）」。 |
| LZ115    | 未建造       | 未建造         | 未建造 |
| LZ116    | 未建造       | 未建造         | 未建造 |
| LZ117    | 未建造       | 未建造         | 未建造 |
| LZ118    | 未建造       | 未建造         | 未建造 |
| LZ119    | 未建造       | 未建造         | 未建造 |

## 第一次世界大戦後に建造されたツェッペリン
| 製造番号 | 船名                                                | 目的                                               | 初飛行                                             | 備考 | 画像                                               |
| -------- | --------------------------------------------------- | -------------------------------------------------- | -------------------------------------------------- | --- | -------------------------------------------------- |
| LZ120    | ボーデンゼー（ドイツ） エスペリア（イタリア）       | 民間（イタリアでは不明）                           | 1919年8月20日                                      | 一等客室装備。DELAGにより1921年まで使用された後、戦争賠償としてイタリアに引き渡された。 |                                                    |
| LZ121    | ノルトシュテルン（ドイツ） メディテラネ（フランス） | 民間（予定）、フランスでは不明                     | 1921年6月13日                                      | ストックホルムへの定期運航に従事。戦争賠償としてフランスに引き渡された。 |                                                    |
| LZ122    | 実現せず。                                          | 実現せず。                                         | 実現せず。                                         | 実現せず。 | 実現せず。                                         |
| LZ123    | 実現せず。                                          | 実現せず。                                         | 実現せず。                                         | 実現せず。 | 実現せず。                                         |
| LZ124    | 実現せず。（第一次世界大戦の連合国により建造禁止）  | 実現せず。（第一次世界大戦の連合国により建造禁止） | 実現せず。（第一次世界大戦の連合国により建造禁止） | 実現せず。（第一次世界大戦の連合国により建造禁止） | 実現せず。（第一次世界大戦の連合国により建造禁止） |
| LZ125    | 実現せず。                                          | 実現せず。                                         | 実現せず。                                         | 実現せず。 | 実現せず。                                         |
| LZ126    | USSロサンゼルス（ZR-3）（アメリカ）                 | 試験、軍事利用                                     | 1924年8月27日                                      | 戦争賠償としてアメリカ合衆国に引き渡された。フリードリヒスハーフェンからレイクハーストまでの移動を行い、81時間2分の飛行の末、1924年10月15日9時52分に到着した。アメリカの飛行船として最も大きな成功を収めた。1940年8月解体。 |                                                    |
| LZ127    | グラーフ・ツェッペリン                              | 民間                                               | 1928年9月18日                                      | 歴史上もっとも大きな成功を収めた飛行船。南北アメリカへの定期飛行に従事したあと、1929年に世界一周飛行、1931年に北極への飛行を行い、世界的なブームを巻き起こした。世界一周時に、世界最初の太平洋横断無着陸飛行を行っている（日本・サンフランシスコ間）。ヘルマン・ゲーリングの命令により1940年に解体。                                                               |                                                    |
| LZ128    | LZ129を完成させるために計画中止。                   | LZ129を完成させるために計画中止。                  | LZ129を完成させるために計画中止。                  | LZ129を完成させるために計画中止。 | LZ129を完成させるために計画中止。                  |
| LZ129    | ヒンデンブルク                                      | 民間                                               | 1936年3月4日                                       | ヘリウムガスを利用することができなかったため、代わりに可燃性の水素を充填材とした。南北アメリカへの定期飛行を実施。1937年5月6日に起きた爆発事故で失われた。 |                                                    |
| LZ130    | グラーフ・ツェッペリンII                            | 民間                                               | 1938年9月14日                                      | 全部で30回の飛行を行い、36,550km、409時間を飛んだ。そのほとんどは試験飛行であったが、イギリス沿岸やポーランド・ドイツ国境における電波妨害といった電子戦目的の飛行もあった。本船はヘリウムを使用するように改められていたが、アメリカから供給を受けることはできなかった。1939年8月20日の最後の飛行を行ったのち、1940年にヘルマン・ゲーリングの命令により解体された。 |                                                    |
| LZ131    | 未完成                                              | 未完成                                             | 未完成                                             | 未完成 | 未完成                                             |

## 参照項目
- The Airship Heritage Trust. L64 - LZ 109 "V"級 スーパー・ツェッペリン
- Bruce, J.M. Sopwith Pup: Historic Military Aircraft No 6. Flight International誌（1954年1月1日号 p. 8-12.）
- Dooley, Sean C., The Development of Material-Adapted Structural Form - Part II: Appendices. THÈSE NO 2986 (2004), École Polytechnique Fédérale de Lausanne
- Eckener, Hugo. 1938. Count Zeppelin: The Man and His Work, translated by Leigh Fanell, London -- Massie Publishing Company, Ltd. -- (ASIN: B00085KPWK) (online extract pages 155-157, 210-211)
- Lehmann, Ernst A.; Mingos, Howard. 1927. The Zeppelins. The Development of the Airship, with the Story of the Zepplins Air Raids in the World War. Published by I. H. SEARS & COMPANY, Inc. New York International Clearinghouse for Hydrogen Based Commerce - Zepplins (online chapters I to VII)
- Martin Lockwood, Young People - Somewhere over Essex, Essex Police Museum
- Lueger, Otto: Lexikon der gesamten Technik und ihrer Hilfswissenschaften, Bd. 1 Stuttgart, Leipzig 1920., S. 404-412. Luftschiff (German) Retrieved 2008-07-27
- Post & Tele Museum - Luftskibet Kommer! (requires Flash and Javascript)
- redkitebooks.co.uk. Aviation Archaeology, Zeppelin L48 excavation carried out for BBC television
- redkitebooks.co.uk. The excavation of L48 the “Theberton Zeppelin”. post-excavation report
- Rimmell, Ray; Preston, Tony. PAST ZEPPELIN L48 PHOTO OF THE MONTH. Theberton and Eastbridge Parish Council. 2008-07-27. URL:http://www.onesuffolk.co.uk/NR/rdonlyres/4EA8A481-F0DE-429A-B9AB-C0A0480FC99A/152695/Z1.doc. Accessed: 2008-07-27. (Archived by WebCite® at https://webcitation.org/5ZdBiUBed) (Word document) from The Last Flight of the L48, linked from Theberton and Eastbridge Parish Council History.
- Thetford, Owen. British Naval Aircraft since 1912. London: Putnam, Fourth edition, 1978. ISBN 0-370-30021-1.
- www.theberton.info/timewatch.htm, Zeppelin, German zeppelin pictures, L48, LZ95, zeppelin crash ...

## 参考図書
- eZEP.de — The webportal for Zeppelin mail and airship memorabilia
- Zeppelin Study Group — Research group for airship memorabilia and Zeppelin mail
- silhoeuttes of important Zeppelins from 1900 to 1919, Lueger 1904-1920, shows LZ: 1,3,5,6,8,10,13,14,18,21,23,25,26,36,40,59,62,91,94,95,100,104,113,120[7]
- Important airship types, Lueger 1904-1920, Table 1 lists data on selected Zeppelins[7]